# ريتان (لوحة)
لوحة ريتان أو لوحة سقوط بولندا (بالبولندية: Rejtan – Upadek Polski) هي لوحة زيتية للفنان البولندي يان ماتيكو، أتمَّها في العام 1866. تُصوّر اللوحة لحظة احتجاج تادوس ريتان، يظهر أسفل يمين اللوحة، ضد التقسيم الأول لبولندا خلال فترة برلمان التقسيم عام 1773. كلاهما يُصوّر لحظة تاريخية ورمزية للفترة المُحيطة بالتاريخ البولندي. تُعدُّ اللوحة واحدة من أشهر أعمال ماتيكو، وصورة أيقونية للاحتجاج العاطفي.

## السياق التاريخي
كان تادوس ريتان نائباً في البرلمان البولندي للكومنولث البولندي الليتواني عام 1773، والمعروف باسم برلمان التقسيم. اجتمع البرلمان لمُراجعة طلبات الدول الثلاث المُجاورة للكومنولث وهي الإمبراطورية الروسية وبروسيا والنمسا، من أجل تقنين مطالباتها الإقليمية والمعرُوفة باسم التقسيم الأول لبولندا. كان البرلمان البولندي يعمل تحت ضغوط، فبالإضافة إلى التهديد المُباشر من القوات الأجنبية المُتواجدة في الكومنولث، حصل عدد كبير من نوابه على رشاوى أو تعرّضوا للتهديد من جانب الدبلوماسيين الأجانب. رسمياً، بَرَّرت القوى الثلاث تدخلاتها كتعويض عن التعامل مع دولة جارة ذات مشاكل ولاستعادة النظام عبر التدخل العسكري في الحرب الأهلية، حرب اتحاد بار؛ لكن في الواقع كانت الدول الثلاث مُهتمة بالحُصول على مكاسب إقليمية.
في 21 أبريل من ذلك العام، يُقال أن ريتان، وبشكل درامي في البرلمان، عرّى صدره ورقد بجسده عند مدخل الباب، مُعرقلاً طريق الخروج في مُحاولة درامية منه لمنع الأعضاء الآخرين من مُغادرة الغرفة حيث كان يجري النقاش. فالخروج من الغرفة كان يعني نهاية المُناقشة وبالتالي قبول الطلبات، وهذا يعني قُبول المطالب الأجنبية بتغيير المناطق الإقليمية.

## وصف المشهد
تُصوّر اللوحة هذا المشهد، وبرغم من أنه من المشاهد المألوفة في أعمال ماتيكو، إلا إنه يُضفي بعض الواقع التاريخي لعرض أكثر دراما. وهو بمثابة رمز لجميع التقاسمات الثلاث التي حدثت لبولندا في أعوام 1772 و1793 و1795، مٌصوراً لعدد من الشخصيات التاريخية الهامة آنذاك. يظهر ريتان بشكل واضح وقد احتل، الجانب الأيمن بأكمله من اللوحة، في خضم وضعيته الدرامية التي قُورنت مع لوحة الحرية تقود الشعب أعتبرت وضعيته في هذه اللوحة مثالاً على النسبة الذهبية.
يقبع الخونة، إلى يساره وفي الوسط، وقد حصل الكثيرون منهم على رشاوى من روسيا، ويظهر العضو المستقبلي في كونفدرالية تارغوفيتسكا، أدم بونينسكي، رئيس البرلمان، مُصوراً في ثوب المحكمة الأحمر ومُطالباً ريتان بالخروج أو مُشيراً إلى الحراس الروس المُسلحين خارج الباب؛ بينما يحمل عصا خشبية مُتواضعة للمشي بدلاً من عصا رئيس مجلس الأكثر رونقةً، والتي سرقها ريتان قبل ذلك بيوم. في حين يظهر خلفه الأسقُف أجناتسي ماسالسكي والأمير أنتوني ستانيسواف شيتفرتنيسكي-شفياتوبيلك وإلى يمينه، يُخفي الهيتمان فرانشيشك كسافري برانيسكي وجهه بين يديه؛ كان هذا على الأرجح حلّ ماتيكو لمُشكلة فنية، ربما لأنه لم يكن لديه إمكانية معرفة شكل برانيسكي. ينظر شتازني بوتوتسكي، المُتشح بوشاح أزرق إلى الأرض ويبدو عليه الحرج. كما يبدو على والده، فرانشيشك سالزي بوتوتسكي خلف الكرسي المقلوب، مُلقياً بقلم الريشة ومُشيحاً بنظره بعيداً. وبين الابن وأبيه، يظهر ياتسيك مالاخوفسكي مُنشغلاً بمحادثة صموئيل كورساك، وببساطة يُراقب كارول راديفيو الأمر على أنه مُسلياً. وعلى الأرض، يُوجد كرسي بذراعين، مقلوباً، بالإضافة إلى قبعة برانيسكي وحافظة نقود، تتناثر منها العملات باتجاه بونيسكي، في إشارة إلى السبب الحقيقي وراء عزمه إغلاق باب النقاش. وعلى يسار بوتوسكي الأب، يُشارك كبير أساقفة بولندا، ميخائيل يرزي بونياتوفسكي، المُستشار ميخائيل فردريك تشارتورسكي الحديث، مُتجاهلين الإخلال. ويظهر خلفهما، الملك ستانيسواف أغسطس بونياتوفسكي، مُتوشحاً صدرية زرقاء ويقف من على العرش مُنزعجاً لرغبته في الرحيل، بينما ينظر إلى ساعة جيبه.
ومن الشُرفة، يُسلط المشهد الضوء على أحد أهم مُهندسي تجزئة بولندا السفير الروسي، نيكولاس ريبينين، جالساً بين اثنتين من السيدات، من المُرجح أنهما إيزابيلا لوبوميرسكا وإليزابيتا جرابوسكا أو إيزابيلا تشارتوريسكا. وإلى يمين الشُرفة، يظهر رمز آخر مهم مُتمثلًا في لوحة لواحدة من قياصرة روسيا وهي الإمبراطورة كاترين. وأخيراً، يقف عند الباب، خلف ريتان، جندي روسي، مع أن القوات البروسية هي من كانت مُكلّفة بحراسة البرلمان وليست القوات الروسية. الشخص الوحيد الذي بدا مُتعاطفاً، بواضح، مع ريتان هو شاب يقف في مُنتصف الحجرة (في الخلف إلى جانب اللوحة)، يُمسك بيده سيف مُبارزة وقبعة روجاتوفكا، كانت تُستخدم في الجيش البولندي، كرمز لأنصار اتحاد بار المُناهضين لروسيا ومُتمردي الانتفاضات البولندية في المستقبل ضد التقاسم الروسي.

## تاريخ استقبال اللوحة وأهميتها

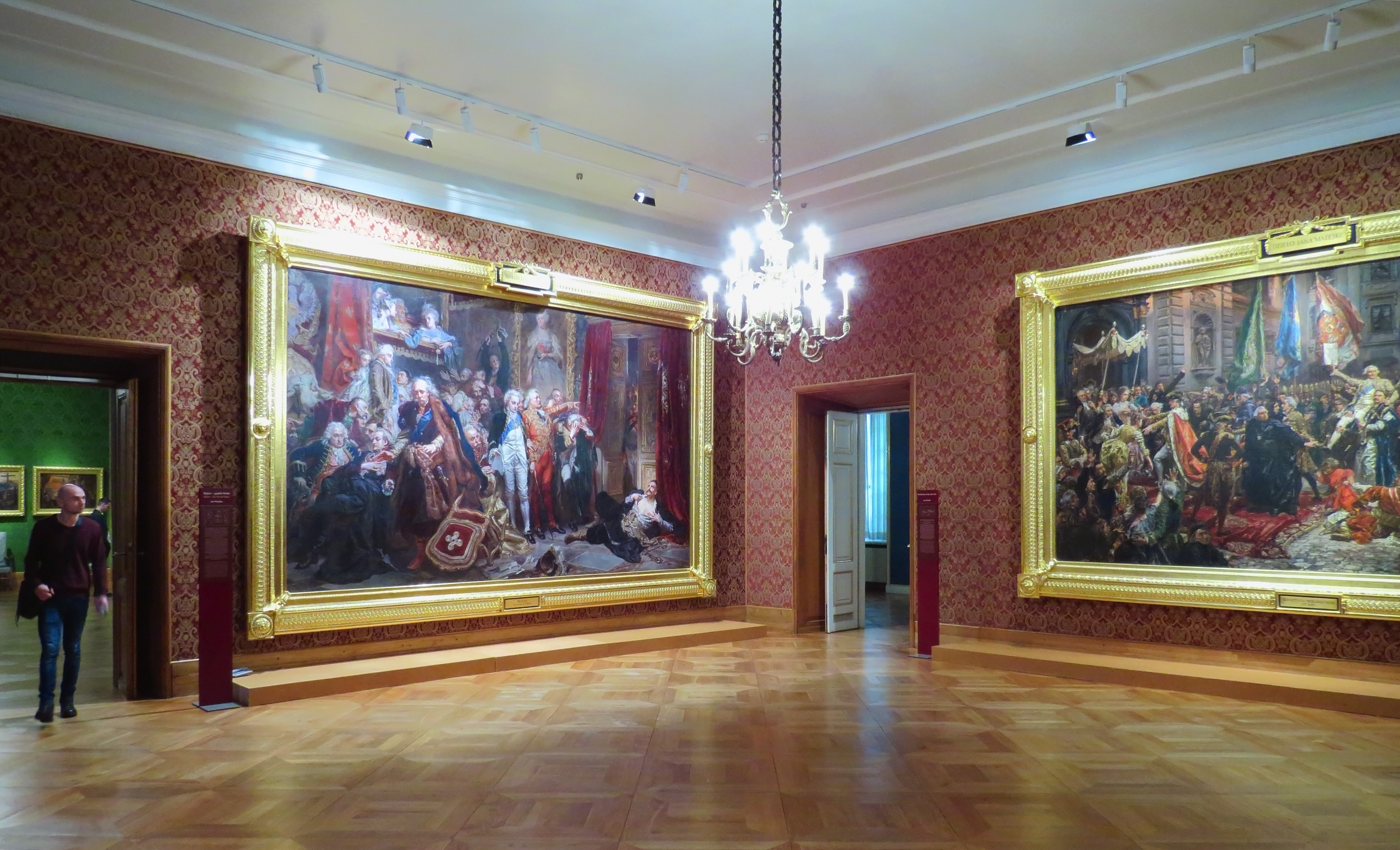
لوحة ريتان معروضة في القلعة الملكية في وارسو في العام 2017م.

بدأ ماتيكو العمل على هذه اللوحة في أغسطس 1864 وأكملها في نوفمبر 1866. كانت واحدة من العديد من اللوحات التي صوّرت اللحظات التاريخية الرئيسية في تاريخ بولندا، والتي أبدع فيها ماتيكو طوال حياته. ومع ذلك، لم يُشر ماتيكو ببساطة إلى التاريخ، بل كان ينوي أن تكون لوحاته ذات قيمة تعليمية وعاطفية قوية.
تسببّ هذا العمل في إحداث فضيحة في بولندا آنذاك، والتي كانت ما تزال مُجزئة. ونُوقش حتى قبل كشف النقاب عنه. فقد أساء إلى عدد من شخصيات المُجتمع، بحيث مسَّ الكثيرين ممن لهم صلة مُباشرة بالعائلات الأرستقراطية التي صورّ أفرادها في اللوحة كخونة للقضية البولندية. كانت هناك عدة مُراجعات نقدية للعمل في الصحافة المُعاصرة، وتلقى ماتيكو تهديدات مجهولة المصدر، ويقال أن بعض الأرستقراطيين فكروا في شراء اللوحة رغبة في تدميرها ليس إلّا. في حين اتّهمه البعض بالانهزامية والتشاؤم واستغلال الرأي العام على خلفية فضيحة تاريخية لاكتساب الشهرة المُعاصرة. وعلى أثر ذلك، انتقده بعض الفنانين البارزين مثل جوزيف إجناتسو كراشفيسكي وسيبريان نورفيد. وفي باريس، نظم أحد الأرستقراطيين الفرنسيين من أصل بولندي، الكونت ألكسندر جوزيف كولونا-فاليفسكي، حملة ضد إدراج عمله في معارض باريس. بيد أن اللوحة سرعان ما اكتسبت مُدافعيها، الذين استنسخوا بدورهم نسخًا مُعدلة لها، بحيث يحلّ فيها أبرز نقادها المُعاصرين محل الشخصيات التاريخية. واستجابةً للاحتجاج العام، ردَّ ماتيكو برسم لوحة بعنوان محاكمة ماتيكو عام 1867، مُصورًا فيها إعدامه على أيدي بعض أكثر نقاده صخبًا.
أمّا عن نقاد الفن الجادين، فقد بدوا أقل انفعالاً، لكن اختلفت آرائهم حول العمل كذلك. فقد استقبلها جوزيف شويسكي وستانيسواف تارنوفسكي بشكل أقل إيجابية، بينما أثنى عليها الرسامان هنريك شيميراتسكي وارثر جروتجر. في حين اختلف تفسير آراء فويتشخ كورنالي ستاتلر من قبل مُفكرين عدة بين مدح وذم. عُرضت اللوحة في باريس بالمعرض العالمي، وحصلت على ميدالية ذهبية في العام 1867. وبينما كان سياق اللوحة ورسالتها مفهومًا بشكل واضح في بولندا، إلا إنها بدت غامضة جدًا للجمهور عندما عُرِضت في باريس، ولقلة فهم سياقها التاريخي المُعقد. فسّرها بعض النقاد الفرنسيين على أنها لوحة لقاعة مُراهنة. ومع ذلك، يُقال أن زوار المعرض الروس فهموها جيداً، حتى قيل إن بعضهم كان مُهتماً بالحصول على اللوحة، مما امتدحه البولنديون بمقولة «إن الروس اشتروا أراضيهم في الواقع، وربما يشترون تلك اللوحة أيضاً». وفي نهاية المطاف، وعلى أية حال، فقد اقتناها فرانتس يوزف الأول، إمبراطور النمسا، بمبلغ 50,000 فرانك. وعُرِضت في معرض في فيينا، وانتهى بها الأمر في المتحف الإمبراطوري للتاريخ الطبيعي. وبفضل جهود الوزير يوليوس تواردوفسكي، اشترتها حكومة الجمهورية البولندية الثانية عام 1920، كجزء من مجموعة قلعة فافل الملكية للفنون الوطنية، حيث عُرِضت للجمهور في القلعة الملكية في وارسو منذ العام 1931، باستثناء فترة الحرب العالمية الثانية، عندما نهبها النازيون لفترة من الزمن.
تؤول هذه اللوحة عادةً على أنها انتقاد للتدخل الروسي في الشؤون السياسية لبولندا، بالتواطئ مع الأرستقراطيين البولنديين الخونة. وبحلول نهاية الحرب العالمية الأولى، كان يُنظر إليها فعلياً كونها قطعة أثرية في الثقافة البولندية لا تُقدر بثمن. فُسِرت اللوحة إيجابياً في بولندا الشيوعية كرمز لانتقاد النبلاء البولنديين وإلقاء اللوم على أنانيتهم التي أدّت إلى حدوث تجزئة بولندا. وفي الآونة الأخيرة، تُرجمت اللوحة على أنها رمز للاحتجاج الانفرادي ومُبرر أخلاقي للمُعارضة، حتى عندما يكون معروفاً أن هذا الاحتجاج غير مُجدٍ ويَلقى التجاهل من مُعظم الناس. كما وُصِفت اللوحة بأنها صورة رمزية للاحتجاج العاطفي ورمزاً للاحتجاج الوطني اليائس. وفي ثمانينيات القرن العشرين، ألهمت اللوحة أغنية احتجاج ألفّها ياتسيك كاتشمارسكي. وبمرور الوقت، حقَقّت اللوحة الشهرة في بولندا، بحيث لاحظ والتر إم. كامنز أن هذا المشهد من العمل كان مألوفاً لكل طفل بولندي من خلال إعادة رسم هذا العمل.